# Erle Marie Ringvold
Erle Marie Ringvold (1990) è un'ex sciatrice alpina norvegese.

## Biografia
Attiva in gare FIS dal dicembre del 2005, la Ringvold disputò due gare in Coppa Europa, i supergiganti di Hemsedal del 6 e 7 dicembre 2006 che chiuse rispettivamente al 55º e al 71º posto. Si ritirò al termine della stagione 2009-2010 e la sua ultima gara fu uno slalom speciale FIS disputato il 23 aprile a Hamsedal e chiuso dalla Ringvold al 13º posto; in carriera non debuttò in Coppa del Mondo né prese parte a rassegne olimpiche o iridate.

## Palmarès

### Campionati norvegesi
- 1 medaglia:
  - 1 bronzo (discesa libera nel 2007)